# Cochranville
Cochranville es un lugar designado por el censo ubicado en el condado de Chester en el estado estadounidense de Pensilvania. En el año 2010 tenía una población de 668 habitantes y una densidad poblacional de 230,3 personas por km².

## Geografía
Cochranville se encuentra ubicado en las coordenadas 39°53′29″N 75°55′21″O / 39.89139, -75.92250. Según la Oficina del Censo de los Estados Unidos, Cochranville tiene una superficie total de 1,11 mi² (2,9 km²), de la cual 1,11 mi² (2,9 km²) corresponden a tierra firme y 0 mi² (0 km²) es agua.